# Військова операція
Військо́ва опера́ція — у загальному вигляді являє собою форму ведення бойових дій оперативними (оперативно-стратегічними) об'єднаннями збройних сил; сукупність узгоджених й взаємозв'язаних за метою, завданнями, місцем й часом одночасних і послідовних битв, бойових та спеціальних дій, ударів, маневру та дій військ (сил), що проводяться на ТВД або стратегічному (операційному) напрямі за єдиним замислом і планом для вирішення стратегічних, оперативних завдань у визначеному районі у встановлений період часу.

## Типи операцій

### Масштаб
Існують різні способи визначати масштаб.
За масштабом операції бувають:[джерело?]
- стратегічні;
- фронтові (флоту, округу ППО, групи армій);
- армійські (корпусні), флотилії.

У стратегічних операціях можуть проводитися кілька фронтових, у фронтовій — декілька армійських операцій. Основними показниками операції є: кількість військ (сил), що беруть участь в операції, просторовий розмах (ширина смуги дій, глибина), тривалість, динамічність, напруженість бойових дій.
Сучасна військова наука поділяє операції на стратегічний, оперативний та тактичний рівень:
- Стратегічний рівень оперує концепціями національної безпеки або рішеннями рівня театру воєнних дій;
- Оперативний рівень відповідає за планування військових кампаній та масштабних операцій;
- Тактичний рівень оперує битвами, боями та окремими бойовими зіткненнями.

### Час
За часом проведення операції бувають — першими і наступними.[джерело?]

### Сфера
Залежно від сфери ведення бойових дій — сухопутних військ, морські, протиповітряні та повітряні. Особливим видом операцій є спільні (повітрянодесантні, морські десантні та протидесантні) або за участі кількох видів збройних сил.

### Цілі
Операції за своїми цілями можуть бути наступальними і оборонними.

## Історія

### Зародження операцій, як форми ведення бойових дій
Зародження операцій було обумовлено низкою чинників, і насамперед суттєвим збільшенням рухливості військ і підвищенням оперативності управління. Бойові дії стали вестися на більш широких фронтах одночасно на декількох операційних напрямках і на велику глибину. На цих напрямках зазвичай діяли великі угруповання військ у вигляді армій. Виникла необхідність ув'язування проведених ними битв.

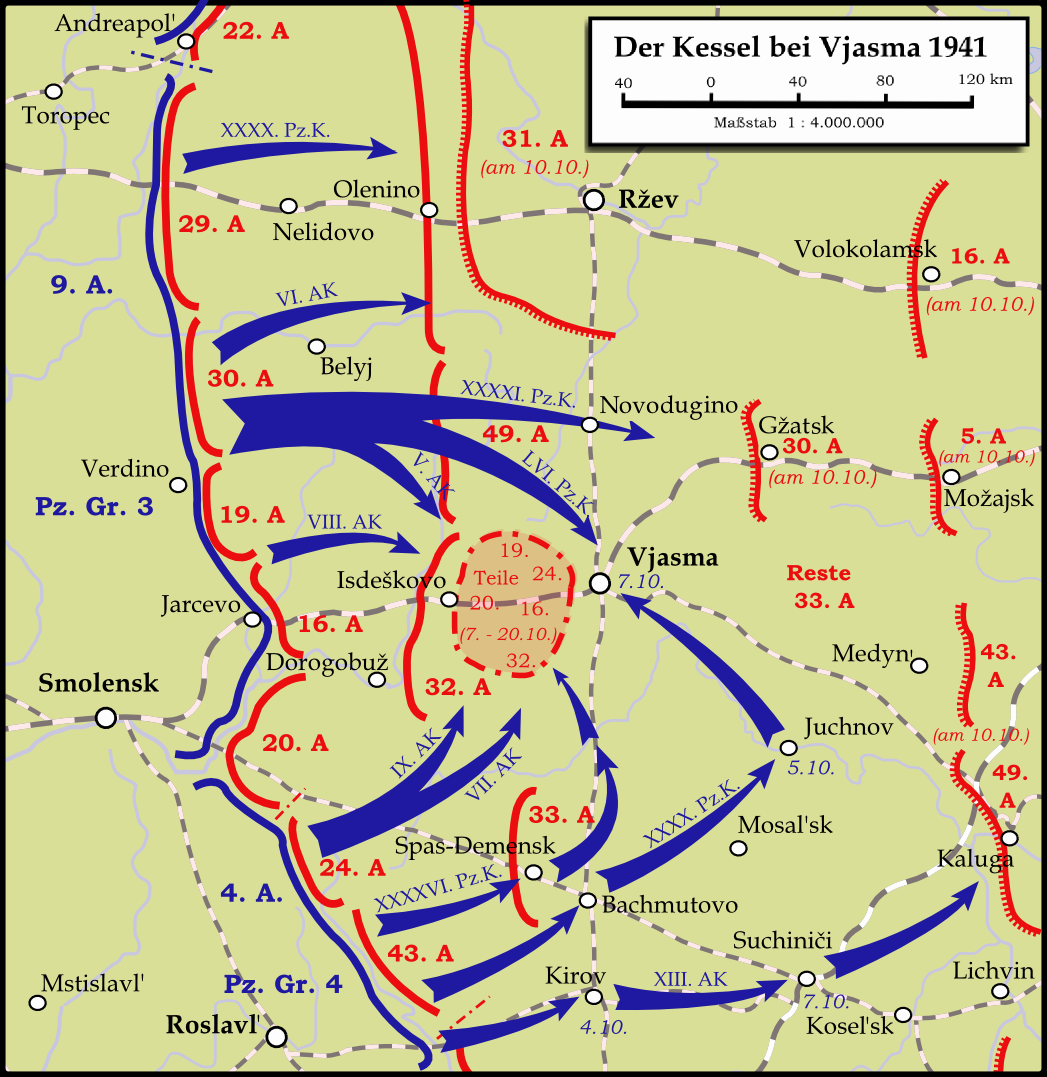
Вяземська операція

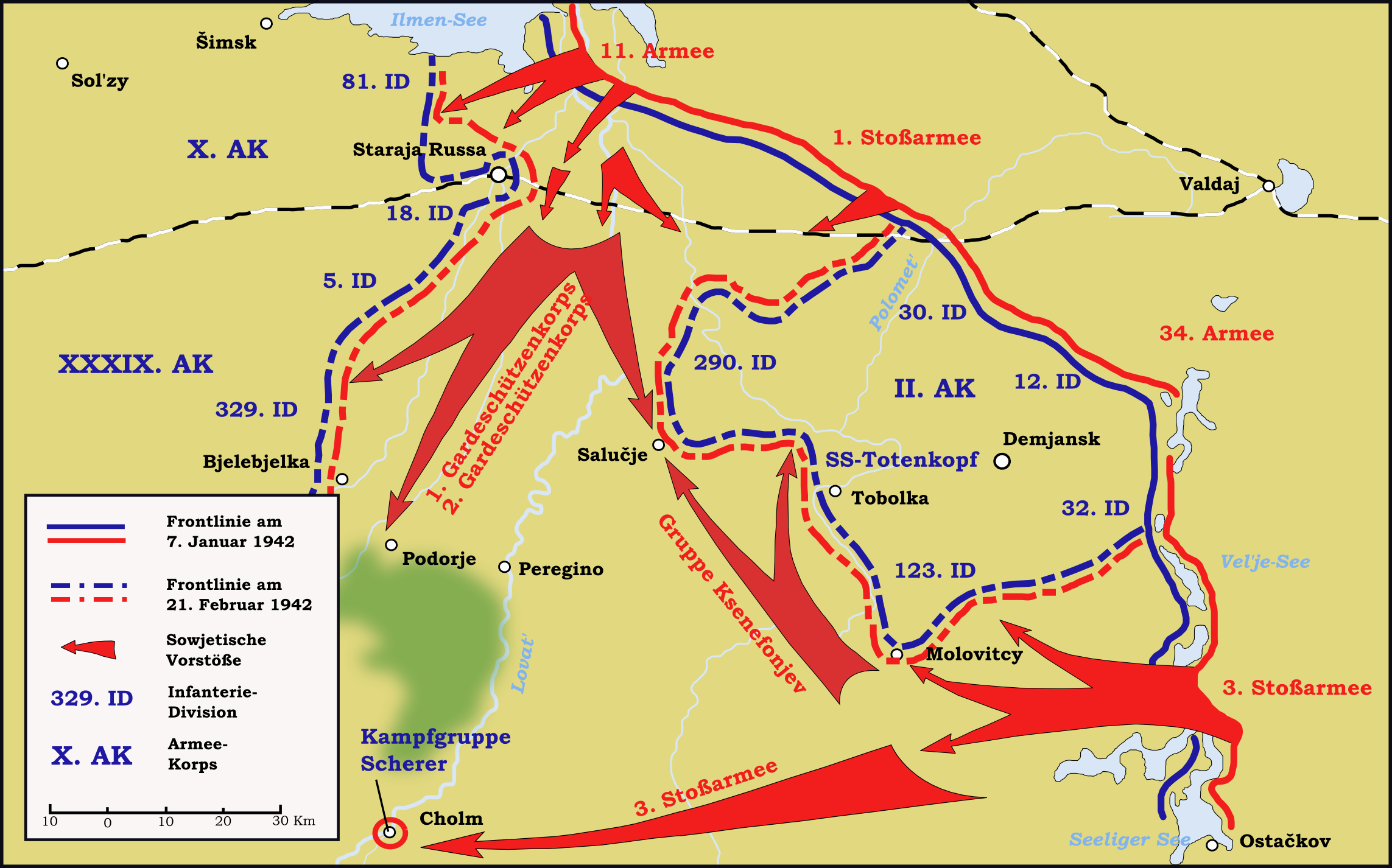
Карта Дем'янської наступальної операції 1942

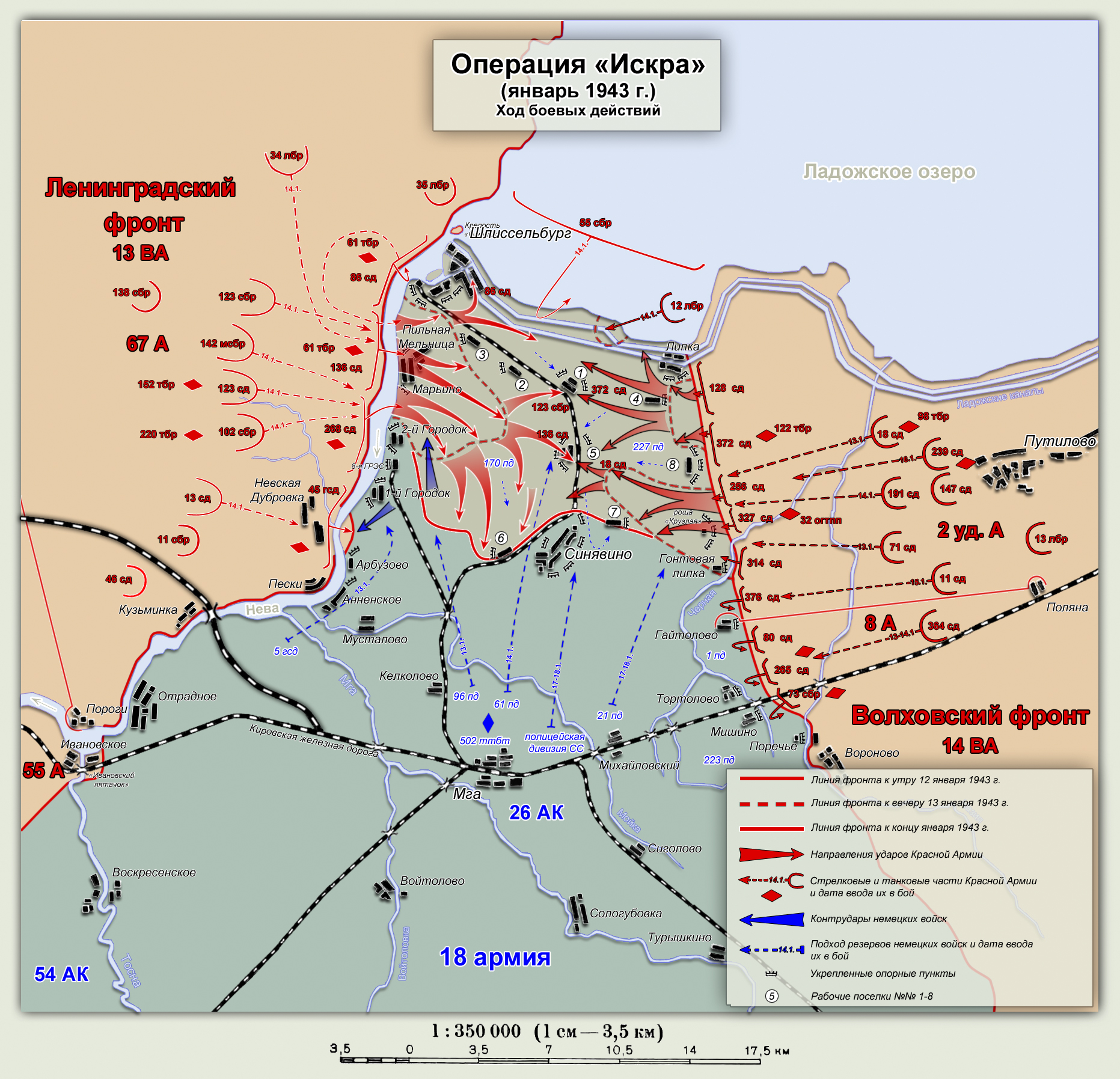
Карта радянської наступальної операції «Іскра». Січень 1943

Так, у війнах початку XIX століття з'являються елементи перших операцій. У австро-прусскій (1866) і французько-прусській (1870—1871) війнах риси військових операцій більш виразно проявляються в узгодженні зусиль великої кількості військ, що діють на широких фронтах. У російсько-японській війні 1904—1905 війська протиборчих сторін, оснащені далекобійною артилерією, кулеметами і новітніми засобами зв'язку, розгорталися по фронту на десятки і сотні кілометрів. Для вирішення спільних завдань було потрібне об'єднання зусиль вже декількох армій. Відбувається подальше оформлення армійських і зародження фронтових операцій; одночасно зароджуються також операції військово-морського флоту.

### Перша світова війна
У період Першої світової війни масштаби бойових дій колосально збільшилися. Дії фронтів і армій стали направлятися на вирішення певного стратегічного або оперативного завдання, поставленого верховним або фронтовим командуванням. Відбувається подальше оформлення операцій на море (Ютландська морська битва 1916 року).
У кампаніях 1914—1915 рр. операції мали маневренний характер, відрізнялися великим розмахом. Фронт (група армій) наступав у смузі 300—400 км, глибина операції досягала 200 км і більше, тривалість — до 1 міс, середній темп наступу становив 6—8 км на добу і більше. Для кампаній 1916 року найбільш типовими були операції по прориву позиційної оборони, просторовий розмах їх був вкрай обмежений, а темпи обчислювалися десятками метрів на добу. Винятком була операція російського Південно-Західного фронту влітку 1916 року, в ході котрої його війська просунулися на глибину до 150 км. Однак проблема розвитку операцій у глибину так і залишилася невирішеною до кінця війни. Для оборонних операцій, які набули широкого застосування, характерною була жорстка ешелонована оборона з розгалуженою системою траншей, зосередження резервів на напрямку наступу головних сил противника, використання їх для контратак і контрударів.

### Передвоєнний час та Друга світова війна
У період між світовими війнами теорія підготовки і ведення операції удосконалювалася з урахуванням технічного оснащення армії, бойового досвіду і розвитку воєнного мистецтва ймовірних противників. Так, у Радянському Союзі у 1922—1924 у Військовій академії РСЧА був введений курс «Ведення операцій», а в 1924 видано посібник з ведення операцій — «Вище командування». Найзначнішим досягненням радянського військового мистецтва в цей період стала розробка теорії глибокої операції, яка оформилася до середини 30-х рр.
На початку Другої світової війни передбачалося, що наступальна операція буде розгортатися у фронтовому масштабі. Метою фронтової операції передбачалося знищення основних сил противника та захоплення важливих районів на театрі воєнних дій. Проміжні завдання фронтової операції намічалося вирішувати проведенням низки послідовних армійських операцій. Глибина фронтових наступальних операцій визначалася в 200—300 км, армійських — 70—100 км, ширина смуги наступу фронту 300—400 км, армії — 50—80 км; тривалість фронтових операцій 15—20 діб, армійських — 7 діб; темп наступу 10—15 км для піхоти і 40—50 км для рухливих військ.
Оборонна операція могла проводитися як фронтом, так і армією. Ширина смуги оборони армії досягала 80—100 км, глибина — до 60 км (без оперативної смуги загороджень). Радянськими військовими науковцями передбачалася також можливість проведення самостійних повітряних операцій, теорія проведення яких оформилася у передвоєнні часи і знайшла відображення у Тимчасовій інструкції з самостійних дій Військово-Повітряних Сил РСЧА (1936). У ВМФ СРСР передбачалося проведення операцій з метою сприяння сухопутним військам, блокаді і знищенню сил ворожого флоту, а також порушенню морських комунікацій противника.
Погляди на характер військових операцій в інших країнах світу перед Другою світовою війною формувалися під впливом проведеної ними державної політики. У французькій армії переважали оборонні тенденції; метою оборонних дій було вимотування супротивника на заздалегідь підготовлених рубежах, обладнаних опорними пунктами і могутніми вузлами опору. Проведення наступу вважалося можливим лише після відбиття наступу супротивника. У Збройних силах США і Великої Британії теорія підготовки і ведення операцій сухопутними військами перед Другою світовою війною не розроблялася. Способи ведення операцій об'єднаними зусиллями різнорідних видів збройних сил також не отримали розвитку. Більш детально були розроблені способи ведення морських та повітряних операцій з використанням баз, віддалених від території своїх країн.
В основу воєнної теорії нацистської Німеччині була покладена концепція «блискавичної війни» (нім. Blitzkrieg, у здійсненні якої важлива роль відводилася танковим, моторизованим військам і авіації: визнавалося необхідним зосереджувати усі сили в першому стратегічному ешелоні для завдавання потужного першого удару. Наступ мав вестися безупинно на усю глибину наступальної операції. Глибина операції групи армій і польової армії досягала 250—300 км. Розгром армії Польщі німецькими військами був досягнутий проведенням однієї стратегічної наступальної операції. Глибина операції груп армій, що наступали з Сілезії і Померанії, а також зі Східної Пруссії, становила 250—280 км. Перша стратегічна наступальна операція проти Франції, за планом «Гельб», тривала 25 днів, з них період активного наступу зайняв 18 діб. За цей час війська на головному напрямку просунулися на глибину до 320—350 км. Середній темп наступу становив 18—20 км на добу. При вторгненні на територію СРСР в 1941 ширина смуг наступу у вихідному положенні становила для групи армій «Північ» 230 км, «Центр» — 550 км, «Південь» — 780 км.
На початку німецько-радянської війни Червона армія вела стратегічну оборону, в ході якої проводилися фронтові і армійські оборонні операції з метою не допустити прориву противника до великих промислових та адміністративних центрів, затримати його просування, виграти час, необхідний для підготовки і розгортання резервів і створення умов для переходу в контрнаступ або наступ. Після переходу радянських військ у загальний наступ основним видом військових операцій радянських військ стали наступальні. Оборонні операції проводилися головним чином в ході наступу з метою відбити удари переважаючих сил противника на певному напрямку (під Харковом, Курськом, Києвом, Будапештом) і створити умови для продовження наступу. Ширина смуг оборони становила: для фронту — до 250—350 км, армії — 30—70 км. Для них стало характерним глибока оперативна побудова, завчасне планування завдань других ешелонів, наявність резервів, активність. Загальновійськові і танкові армії, перебуваючи у других ешелонах, як правило, використовувалися для завдання контрударів. Важливе значення в оборонних операціях мали контрпідготовка і протитанкова оборона.
Стратегічні, фронтові та армійські наступальні операції, в кожному періоді війни мали свої особливості. Способи їх виконання та зміст змінювалися в напрямку все більш повної реалізації принципів організації та здійснення глибокої операції. На початку війни через відсутність досвіду і нестачі сил і засобів не завжди вдавалося масувати їх на ділянках прориву. Внаслідок цього поставлені цілі часто не досягалися. Надалі наступальні операції проводилися з вирішальними цілями, збільшувався їх розмах, удосконалювалися способи прориву оборони і розвитку наступу. Широке застосування знайшло завдавання ударів на одному напрямку з метою оточення і знищення великих ворожих угруповань.
Розмах наступальних операцій безперервно збільшувався. Глибина наступальних операцій в 1944—1945 досягала: фронтових — 250—350 (у ряді випадків 400—500) км, армійських — 150—180 км. Темпи наступу в цей час становили для стрілецьких військ 20—30 км, для танкових 40—50 км на добу. Тривалість операції фронту становила 15—20 (деяких 8—12) діб, армії — 5—10 діб.

### Післявоєнний час
Після завершення Другої світової війни теорія підготовки і ведення військових операцій продовжувала вдосконалюватися. У розвитку теорії операцій відрізняються 2 основні періоди — до впровадження ядерної зброї і після масового оснащення ним військ.
У першому періоді (1946—1953) в основу теорії операцій були покладені способи і форми, що застосовувалися в роки світової війни, враховувалося також післявоєнний розвиток засобів збройної боротьби, і особливо зростання ролі бронетанкових та повітряно-десантних військ, авіації, сил і засобів ППО. Зменшилася тривалість операцій, зросли темпи наступу. Прорив тактичної смуги оборони передбачалося здійснювати в перший день. Для розвитку наступу в глибині призначалися рухомі групи. При веденні наступальної операції особлива увага приверталася на оточення великих угруповань супротивника. Значний розвиток отримала теорія ведення повітряно-десантних операцій. Передбачалося, що вони можуть складати частину фронтової або морської десантної операції, а також проводитися і самостійно в інтересах стратегічної наступальної операції. Подальший розвиток отримали протидесантні операції, що проводилися у взаємодії з флотом. Оборонні операції передбачалося проводити в тих випадках, коли наступ було недоцільно або неможливо.
Велике значення надавалося активності та наполегливості в обороні, зосередженню основних зусиль на утриманні тактичної смуги. Удосконалювалися способи участі в оборонних операціях інших видів збройних сил. Передбачалося проведення операцій ВПС по завоюванню панування в повітрі, зриву перевезень та зосередження військ супротивника, знищення його важливих об'єктів.
Масове впровадження з середини 1950-х у збройні сили ядерної зброї та інших нових засобів боротьби викликало зміни в оперативному мистецтві на характер і способи ведення військової операції. Вважалося, що вони можуть вестися як із застосуванням, так і без застосування ядерної зброї. Визначальною рисою усіх операцій із застосуванням тільки звичайних засобів ураження було те, що вони мали вестися за умови постійної загрози раптового застосування противником засобів масового ураження. В операціях, які планувалося проводити із застосуванням ядерної зброї, вирішальна роль відводилася ядерним ударам.
Висока рухливість, ударна сила і тактична самостійність з'єднань і частин надавали сучасним операціям яскраво виражений маневренний характер, рішучість у досягненні цілей. Передбачалося, що бойові дії будуть розвиватися за напрямами, за відсутності суцільних фронтів, з широким застосуванням маневру силами і засобами, з глибокими взаємними вклиненнями сторін, обхватами, обходами. При застосуванні ядерної зброї поряд з бойовими діями військ (сил) операції включали ядерні удари, за допомогою яких досягатиметься одночасне ураження угруповань противника на всю глибину. Ще більше зросла роль всебічного забезпечення операцій.
Для порівняння, за розрахунками американських військових ширина смуги наступу групи армій з 1946 до 1980 року зросла зі 120—200 км до 300—400 км, польової армії — з 40—60 до 150—200 км. Глибина завдань у наступі зросла: групи армій з 300 до 400—500 км, польової армії — з 150 до 250—300 км, тобто збільшувалася вдвічі. Передбачуваний темп наступу при прориві тактичної зони оборони 20 — 25 км, а в оперативній глибині 30—40 км і більше. Оборонні операції планувалося проводити вести методами мобільної та позиційної оборони (оборони району). Глибина оборони зростала в 2—2,5 рази, а ширина смуги оборони в 2 рази і становила: групи армій 250—450 км, польової армії — 150—300 км і більше.